# Supplizio della ruota
(Dalla grida del 7 agosto 1630, contro gli untori, firmata da Antonio Ferrer (I Promessi Sposi))

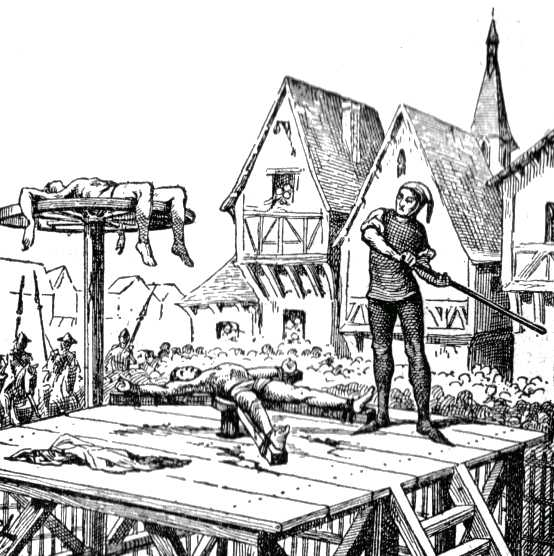
Il supplizio

Il supplizio della ruota era una forma di tortura e di pena capitale usata in Europa nel Medioevo e nei secoli seguenti.

## Varianti nel metodo di esecuzione
Il condannato era legato per i polsi e le caviglie ad una grande ruota e con una mazza gli venivano rotte le ossa di braccia e gambe. Talvolta al condannato poteva venire dato il colpo di grazia sullo sterno oppure veniva lasciato vivo per ore esposto al pubblico prima di essere ucciso. In alcuni casi, la frattura delle ossa veniva effettuata con la stessa ruota, fatta passare sul corpo del condannato, il cui corpo martoriato veniva poi issato sullo stesso strumento.
In altre circostanze la persona che aveva commesso il crimine era legata sulla ruota che veniva fatta girare per indurre nausea e vomito. Se la rotazione era veloce e prolungata il suppliziato poteva soffrire di disturbi circolatori. Questa forma di tortura raramente si rivelava mortale, ma poteva causare danni molto seri ed esponeva il condannato al pubblico ludibrio.
In alcuni casi sotto la ruota del supplizio venivano messe delle punte su cui gli arti del condannato, durante la rotazione, venivano lacerati, inducendo così la morte per dissanguamento.

## Condannati al supplizio della ruota
Al supplizio della ruota era stata destinata santa Caterina d'Alessandria, ma, secondo la tradizione cristiana, lo strumento di tortura venne miracolosamente rotto, e a tale figura è legata la ruota nell'iconografia cristiana.
Tra i condannati a questo supplizio si ricordano: Federico di Isenberg (o Federico II conte di Altena) nel 1226, Peter Stubbe pluriomicida tedesco, Francesco Arcangeli, assassino di Johann Joachim Winckelmann; Jasper Hanebuth nel 1653, assassino seriale tedesco e, in epoca precedente, i presunti untori Gian Giacomo Mora, Guglielmo Piazza ed altre persone accusate di aver diffuso la peste in Milano nell'anno 1630, la stessa epidemia che Alessandro Manzoni descrive ne I promessi sposi e in Storia della colonna infame; Jean Calas nel 1762, di cui Voltaire riporta l'affare nel suo celeberrimo Trattato sulla tolleranza, esponendo la vicenda per la sua eloquente crudeltà e ingiustizia.